# Campylopus goughii
Campylopus goughii är en bladmossart som först beskrevs av Mitten, och fick sitt nu gällande namn av Georg Friedrich von Jaeger 1872. Campylopus goughii ingår i släktet nervmossor, och familjen Dicranaceae. Inga underarter finns listade i Catalogue of Life.